# Аррайнс, Мигел
Мигел Аррайнс ди Аленкар (Арраес, порт. Miguel Arraes de Alencar; 15 декабря 1916, Ресифи — 13 августа 2005, там же) — бразильский юрист и политический деятель. Был депутатом собрания штата (в 1951—1959 годах), мэром Ресифи (в 1960—1963 годах), трижды федеральным депутатом (в 1983—1987, 1991—1994 и 2003—2005 годах) и трижды губернатором штата Пернамбуку (в 1962—1964, 1987—1990 и 1995—1999 годах).

## Биография
Аррайнс родился в Арарипе в штате Сеара, но перебрался в Пернамбуку после окончания юридического факультета Федерального университета Рио-де-Жанейро.

### Губернатор при Гуларте
В период президентства Жуана Гуларта в 1961—1964 годах — губернатор Пернамбуку. Был избран в 1962 году от Социальной рабочей партии, поддержанный также Бразильской коммунистической партией и отдельными секторами Социал-демократической партии, получив 47,98 % голосов и победив представителя сахарозаводческой олигархии Жуана Клеофаса. 
Его правительство считалось одним из самых левых в стране: Аррайнс добился увеличения минимальной заработной платы сельскохозяйственным рабочим, оказывал решительную поддержку созданию профсоюзов, крестьянских союзов и общественных объединений, выступал за аграрную реформу и принятие мер по ускорению социально-экономического развития слаборазвитых северо-восточных районов Бразилии.

### Переворот и эмиграция
После военного переворота 1964 года, приведшего к свержению президента Гуларта, Аррайнс отказался уйти в отставку с поста губернатора Пернамбуку и был арестован военным режимом, после чего сослан в тюрьму на острове Фернанду-ди-Норонья. Аррас оставался в заключении в течение 11 месяцев, а затем получил в 1965 году убежище в Алжире, где оставался важным голосом бразильской левой оппозиции и ратовал за полную деколонизацию Африки. В политической эмиграции провёл 14 лет и вернулся в Бразилию по амнистии в 1979 году.

### В политике после диктатуры
В 1982 году был избран федеральным депутатом от Партии бразильского демократического движения и прогресса, а в 1986 году от неё же был во второй раз избран губернатором Пернамбуку; в этот срок его правительство интенсивно работало над поддержкой мелких фермеров и электрификацией сельских районов.
В 1990 году вступил в Социалистическую партию Бразилии и был вновь избран губернатором от социалистов в 1994 году в возрасте 78 лет. Выступал одним из главных оппонентов президента Фернанду Энрики Кардозу, из-за чего столкнулся с серьёзным противодействием, включая забастовку гражданской и военной полиции, после чего потерпел поражение на очередных выборах в 1998 году.
Свои последние выборы выиграл в 86-летнем возрасте в 2002 году, когда его избрали в Палату депутатов Бразилии большинством голосов от штата Пернамбуку. На тогдашних президентских выборах кандидат Соцпартии занял третье место и, как и Аррайнс, поддержал во втором туре Луиса Инасиу Лулу да Силву.

### Смерть и память
Аррас был госпитализирован 16 июня 2005 года с подозрением на лихорадку денге. Спустя 59 дней в отделении интенсивной терапии в Ресифи политик умер 13 августа. Причиной смерти был назван септический шок, вызванный респираторной инфекцией, осложнённой почечной недостаточностью. Похоронен на кладбище Санту-Амару в Ресифи.
В конце 2008 года вдова Магдалена Аррайнс создала Институт Мигела Арраеса. Имя бывшего губернатора Пернамбуку, слывшего бескомпромиссным защитником бедных, 25 сентября 2018 года было включено в Книгу героев Отечества и свободы — кенотаф в столице Бразилиа с перечислением национальных героев страны.
Дед политика Эдуарду Кампуша, также губернатора Пернамбуку из Социалистической партии, адвоката и писателя Антониу Кампуша и актрисы Луизы Аррайнс.